# Santa Veneranda (Pesaro)

L'antica chiesetta di Santa Veneranda

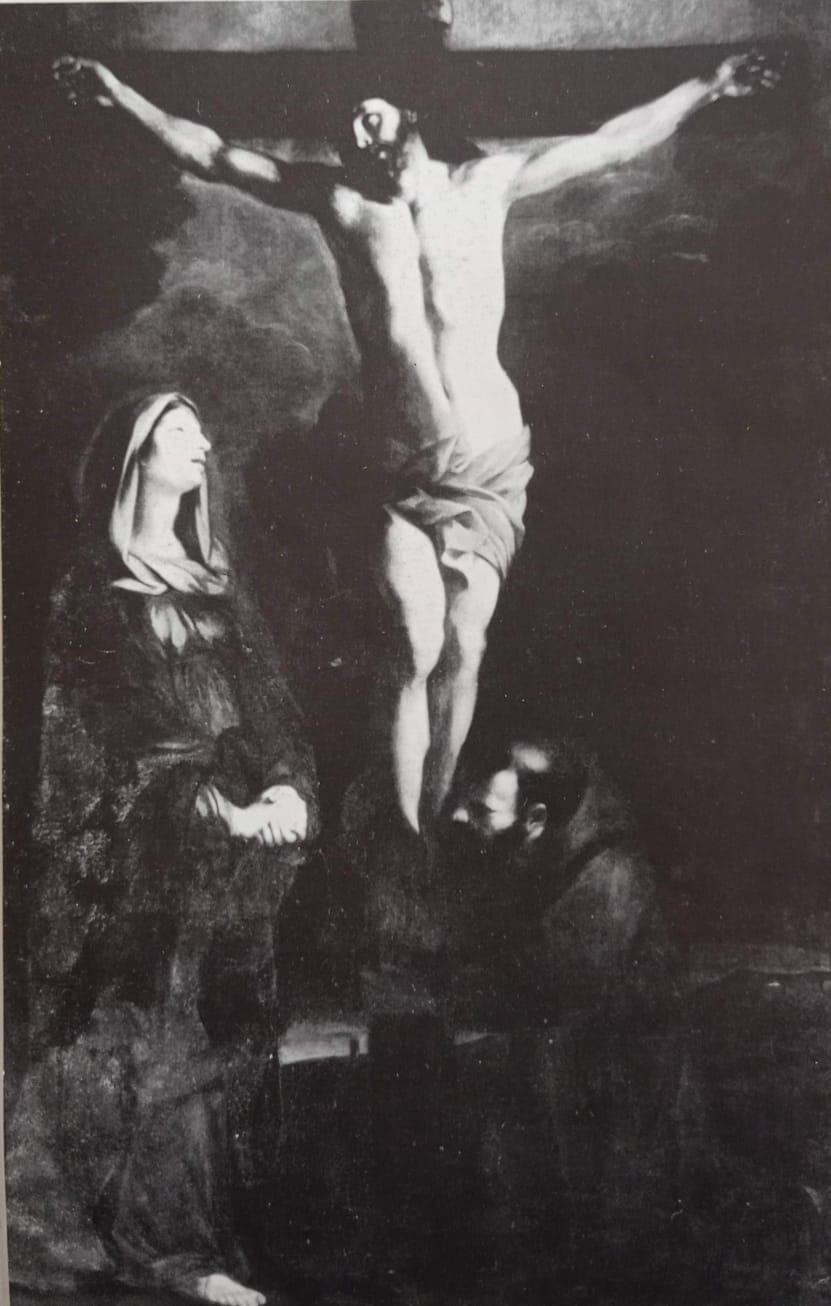
Crocifisso con i Santi Maria Maddalena e Francesco d'Assisi - Simone Cantarini

Santa Veneranda, antico borgo periferico di Pesaro, sorge ai piedi delle colline che circondano la città adriatica. L'espansione moderna di questo quartiere ha generato la nascita della Celletta di Santa Veneranda, uno dei complessi abitativi più popolosi della città di Pesaro.

## Storia
Fu fondato in seguito alle migrazioni slave nelle Marche, avvenute intorno al XV secolo. È famoso per la sua volta, simbolo del quartiere, e per la sua antica chiesetta, eretta nel 1607, ricca di tesori al suo interno, tra cui rientrano l'affresco della "Madonna col bambino, San Sebastiano e Santa Veneranda", alcune tele pregiate del Pandolfi e la straordinaria pittura di Simone Cantarini "Crocifisso con Maria Maddalena e Francesco d'Assisi".
Santa Veneranda è conosciuta dagli storici come il luogo dove sono stati ritrovati i resti di un bosco sacro, il Lucus Pisaurensis. Il luogo esatto dei ritrovamenti è il declivio nord-orientale del "Colle della Salute", altura che si erge a ridosso del borgo di Santa Veneranda.

## Eventi
Nell'ultima domenica di luglio, si tiene la tradizionale "Festa del Basilico" che coincide con i festaggiamenti alla Patrona del quartiere.

## Sport
La polisportiva Santa Veneranda nasce nel 1966 ed incarna il simbolo sportivo di questo quartiere.Nel luglio del 2024 la Polisportiva si unisce allo IES Dini per formare una nuova realtà sportiva: lo IES S.VENERANDA. 
L'impianto sportivo comunale di S.Veneranda, dove ha sede la società, vanta due campi di calcio sintetici (1 da 11 e 1 da 7) e un campo di calcio regolamentare in erba naturale.

## Palio dei Bracieri
Contrada di Santa Veneranda